# Liste de jeux vidéo Sonic
Pour les articles homonymes, voir Sonic (homonymie).
La liste de jeux vidéo Sonic est une liste de jeux vidéo mettant en vedette le personnage de jeu vidéo Sonic créé par Sega.
Sonic est un hérisson bleu qui court très vite. Ce personnage est devenu très populaire et devenue la mascotte officielle de Sega après Alex Kidd.

## Jeux principaux
| Année     | Titre                               | Console                                                                    | Genre                |
| --------- | ----------------------------------- | -------------------------------------------------------------------------- | -------------------- |
| 1991      | Sonic the Hedgehog                  | Mega Drive                                                                 | Jeu de plates-formes |
| 1992      | Sonic the Hedgehog 2                | Master System, Game Gear Mega Drive                                        | Jeu de plates-formes |
| 1993      | Sonic CD                            | Mega-CD, PC                                                                | Jeu de plates-formes |
| 1993      | Sonic the Hedgehog Chaos            | Master System, Game Gear                                                   | Jeu de plates-formes |
| 1994      | Sonic the Hedgehog 3                | Mega Drive                                                                 | Jeu de plates-formes |
| 1994      | Sonic and Knuckles                  | Mega Drive                                                                 | Jeu de plates-formes |
| 1994      | Sonic the Hedgehog: Triple Trouble  | Game Gear                                                                  | Jeu de plates-formes |
| 1996      | Sonic Blast                         | Game Gear                                                                  | Jeu de plates-formes |
| 1996      | Sonic 3D Flickies' Island           | Mega Drive, Saturn et PC                                                   | Jeu de plates-formes |
| 1998 2003 | Sonic Adventure                     | Dreamcast, GameCube, PC, Xbox 360, PS3                                     | Jeu de plates-formes |
| 1999      | Sonic the Hedgehog Pocket Adventure | Neo-Geo Pocket Color                                                       | Jeu de plates-formes |
| 2001      | Sonic Adventure 2                   | Dreamcast, GameCube                                                        | Jeu de plates-formes |
| 2001      | Sonic Advance                       | Game Boy Advance, N-Gage                                                   | Jeu de plates-formes |
| 2002      | Sonic Advance 2                     | Game Boy Advance                                                           | Jeu de plates-formes |
| 2003      | Sonic Heroes                        | PlayStation 2, GameCube, Xbox et PC                                        | Jeu de plates-formes |
| 2004      | Sonic Advance 3                     | Game Boy Advance                                                           | Jeu de plates-formes |
| 2005      | Shadow the Hedgehog                 | PlayStation 2, GameCube, Xbox                                              | Jeu de plates-formes |
| 2005      | Sonic Rush                          | Nintendo DS                                                                | Jeu de plates-formes |
| 2006      | Sonic the Hedgehog                  | PlayStation 3, Xbox 360                                                    | Jeu de plates-formes |
| 2007      | Sonic and the Secret Rings          | Wii                                                                        | Jeu de plates-formes |
| 2007      | Sonic Rush Adventure                | Nintendo DS                                                                | Jeu de plates-formes |
| 2008      | Sonic Unleashed                     | PlayStation 3, Xbox 360, Wii et PlayStation 2                              | Jeu de plates-formes |
| 2009      | Sonic et le Chevalier Noir          | Wii                                                                        | Jeu de plates-formes |
| 2010      | Sonic the Hedgehog 4: Episode 1     | PlayStation 3, Xbox 360, Wii, PC , iPhone et Android                       | Jeu de plates-formes |
| 2010 2021 | Sonic Colours                       | Wii, Nintendo DS et PlayStation 4                                          | Jeu de plates-formes |
| 2011 2024 | Sonic Generations                   | PlayStation 3, Xbox 360, Nintendo 3DS et PC                                | Jeu de plates-formes |
| 2012      | Sonic the Hedgehog 4: Episode 2     | PlayStation 3, Xbox 360, PC, iPhone et Android                             | Jeu de plates-formes |
| 2013      | Sonic Lost World                    | Wii U, Nintendo 3DS PC                                                     | Jeu de plates-formes |
| 2017      | Sonic Mania                         | PlayStation 4, Xbox One, Nintendo Switch, PC                               | Jeu de plates-formes |
| 2017      | Sonic Forces                        | PlayStation 4, Xbox One, Nintendo Switch, PC                               | Jeu de plates-formes |
| 2022      | Sonic Frontiers                     | PlayStation 4, PlayStation 5, Xbox One, Xbox Series X, Nintendo Switch, PC | Jeu de plates-formes |
| 2023      | Sonic Superstars                    | PlayStation 4, PlayStation 5, Xbox One, Xbox Series X, Nintendo Switch, PC | Jeu de plates-formes |

## Spin-offs
| Année     | Titre                                              | Console                                | Genre                        |
| --------- | -------------------------------------------------- | -------------------------------------- | ---------------------------- |
| 1991      | Sonic Eraser                                       | Mega Drive                             | Jeu de Puzzle                |
| 1993      | Sonic the Hedgehog Spinball                        | Master System, Game Gear et Mega Drive | Jeu de flipper               |
| 1993      | Dr. Robotnik's Mean Bean Machine                   | Master System, Game Gear et Mega Drive | Jeu de Puzzle                |
| 1995      | Tails' Skypatrol                                   | Game Gear                              | Plates-formes, aventures     |
| 1995      | Tails Adventure                                    | Game Gear                              | Plates-formes                |
| 1995      | Sonic Labyrinth                                    | Game Gear                              | Jeu de plates-formes, puzzle |
| 1995      | Knuckles' Chaotix                                  | 32X                                    | Plates-formes                |
| 2000      | Sonic Shuffle                                      | Dreamcast                              | Jeu de plateau               |
| 2003      | Sonic Pinball Party                                | Game Boy Advance                       | Jeu de flipper               |
| 2003      | Sonic Battle                                       | Game Boy Advance                       | Jeu de combat                |
| 2007 2008 | Mario et Sonic aux Jeux olympiques                 | Wii Nintendo DS                        | Jeu de sport                 |
| 2008      | Sonic Chronicles : La Confrérie des ténèbres       | Nintendo DS                            | Jeu d'aventure               |
| 2009      | Mario et Sonic aux Jeux olympiques d'hiver         | Wii et Nintendo DS                     | Jeu de sport                 |
| 2011 2012 | Mario et Sonic aux Jeux olympiques de Londres 2012 | Wii Nintendo 3DS                       | Jeu de sport                 |
| 2013      | Mario et Sonic aux Jeux olympiques de Sotchi 2014  | Wii U                                  | Jeu de sport                 |
| 2014      | Sonic Boom : L'Ascension de Lyric                  | Wii U                                  | Jeu de plates-formes         |
| 2014      | Sonic Boom : Le Cristal Brisé                      | Nintendo 3DS                           | Jeu de plates-formes         |
| 2016      | Mario et Sonic aux Jeux olympiques de Rio 2016     | Wii U, Nintendo 3DS                    | Jeu de sport                 |
| 2016      | Sonic Boom : Le Feu et la Glace                    | Nintendo 3DS                           | Jeu de plates-formes         |
| 2019      | Mario et Sonic aux Jeux olympiques de Tokyo 2020   | Nintendo Switch                        | Jeu de sport                 |
| 2023      | The Murder of Sonic the Hedgehog                   | Microsoft Windows, macOS               | Point'n Click                |

## Jeux de course
| Année | Titre                                  | Console                                                                  | Genre         |
| ----- | -------------------------------------- | ------------------------------------------------------------------------ | ------------- |
| 1994  | Sonic Drift                            | Game Gear                                                                | Jeu de course |
| 1995  | Sonic Drift 2                          | Game Gear                                                                | Jeu de course |
| 1997  | Sonic R                                | Saturn et PC                                                             | Jeu de course |
| 2006  | Sonic Riders                           | PlayStation 2, GameCube, Xbox et PC                                      | Jeu de course |
| 2006  | Sonic Rivals                           | PlayStation Portable                                                     | Jeu de course |
| 2007  | Sonic Rivals 2                         | PlayStation Portable                                                     | Jeu de course |
| 2008  | Sonic Riders: Zero Gravity             | PlayStation 2, Wii                                                       | Jeu de course |
| 2010  | Sonic and Sega All-Stars Racing        | PlayStation 3, Xbox 360, Wii, Nintendo DS et PC                          | Jeu de course |
| 2010  | Sonic Free Riders                      | Xbox 360                                                                 | Jeu de course |
| 2012  | Sonic and All-Stars Racing Transformed | PlayStation 3, Xbox 360, Wii U, Nintendo 3DS, Playstation Vita et PC     | Jeu de course |
| 2019  | Team Sonic Racing                      | PlayStation 4, Xbox One, Nintendo Switch, PC                             | Jeu de course |
| 2025  | Sonic Racing: Crossworlds              | PlayStation 4, PlayStation 5, Xbox One, Xbox Series, Nintendo Switch, PC | Jeu de course |

## Jeux d'arcade
- Waku Waku Sonic Patrol Car (1991)
- SegaSonic Bros[1] (1992)
- SegaSonic Cosmo Fighter (1993)
- SegaSonic the Hedgehog (1993)
- Sonic the Fighters (1996)
- Sonic And Tails Spinner (2003)

## Jeux éducatifs
- Sonic's Edusoft (1991) - Master System
- Sonic Gameworld (1994) - Sega Pico
- Tails et le Faiseur de Musique (1994) - Sega Pico
- Wacky Worlds Creativity Studio (1995) - Mega Drive
- Sonic's Schoolhouse (1996) - PC

## Jeux mobiles
- Sonic Tennis (2001)
- Sonic Golf (2002)
- Sonic Fishing (2002)
- Sonic Billiards (2002)
- Good Friend Chao! (2002)
- Sonic Bowling (2002)
- Sonic Racing Kart (2003)
- Sonic Kart 3D X (2005)
- Sonic Speed DX (2006)
- Sonic's Casino Poker (2007)
- Sonic at the Olympic Games (2008) - iOS et Android
- Sonic at the Olympic Winter Games (2010) - iOS
- Sonic Jump (2012) - iPhone, iPad et Android
- Sonic Dash (2013) - iPhone, iPad, Android et Windows Phone
- Sonic Dash 2 : Sonic Boom (2015) - iPhone, iPad, Android et Windows Phone
- Sonic Runners (2015) - iOS et Android
- Sonic Runners Adventure (2017) - iOS et Android
- Sonic Forces : Speed Battle (2017) - iOS et Android
- Sonic Racing (2019) - Apple Arcade
- Sonic aux Jeux olympiques de Tokyo 2020 (2020) - iOS et Android
- Sonic Dream Team (2023) - Apple Arcade
- Sonic Rumble (2025) - iOS et Android

## Autres apparitions
- Rad Mobile (Arcade, 1991) : la toute première apparition de Sonic.
- The Adventures of Quik & Silva (Amiga, 1991)
- Joe Montana II: Sports Talk Football (Arcade, Mega Drive, 1991)
- Sonic Eraser (Puzzle, 1991)
- Sports Talk Baseball (Mega Drive, 1991) : Envoyez la balle le plus haut possible pour découvrir Sonic sur le panneau d'affichage
- Art Alive (Mega Drive, 1992)
- Ayrton Senna's Super Monaco GP II (Mega Drive, 1992)
- Out Runners (Mega Drive, 1992)
- Sega GamePack 4 in 1 (Game Gear, 1992)
- Wally wo Sagase! (Arcade, 1992)
- Dr. Robotnik's Mean Bean Machine (Mega Drive, Game Gear, Master System, 1993) : Spin-off de Puyo Puyo dans l'univers de Sonic.
- Tom et Jerry, le film (Game Gear, 1993)
- Shining Force II (Mega Drive, 1993)
- Popful Mail (Mega-CD, Super Nintendo)
- Formula One World Championship 1993 (Mega-CD, 1994)
- Shin Souseiki Ragnacënty (Mega Drive, 1994)
- Daytona USA (Saturn, Dreamcast, 1994)
- Spiderman (Mega-CD, 1994)
- Soleil, (Mega Drive, 1994)
- Knuckles Chaotix (32X, 1995)
- Bug! (Saturn, 1995)
- Donkey Kong Country 2: Diddy's Kong Quest (Super Nintendo, 1995) : les chaussures de Sonic apparaissent à côté d'un panneau NO HOPERS.
- Virtua Fighter 2 (Saturn, 1995)
- Clockwork Knight 2 (Saturn, 1995)
- Omakase! Taimagou (Saturn, 1996)
- Last Bronx (Saturn, 1996)
- Fighting Vipers (Saturn, 1996)
- Christmas NiGHTS (Saturn, 1996) : Sonic est contrôlable dans un niveau caché et peut combattre Eggman.
- Fighters Megamix (Saturn, 1996)
- Burning Rangers (Saturn, 1998)
- Le Mans 24 (Arcade, 1998) : Sonic est jouable via un code secret.
- Spike Out (Arcade, 1998)
- Blue Stinger (Dreamcast, 1999)
- Get Bass (Dreamcast, 1999)
- NBA 2K (Dreamcast, 1999)
- Shenmue (Dreamcast, 1999)
- Phantasy Star Online (Dreamcast, 2000)
- Segagaga (Dreamcast, 2001)
- Illbleed (Dreamcast, 2001)
- Shenmue 2 (Dreamcast, 2001)
- Beach Spikers (GameCube, 2001)
- Virtua Striker 3 (GameCube, 2001) : l'équipe « F.C. Sonic » est jouable et compte dans ses rangs les différents protagonistes des jeux. Yuji Naka peut aussi être aperçu.
- Billy Hatcher (GameCube, 2003)
- Sonic mcdo game (2003-2005)
- Sega Superstars (2004)
- Astérix et Obélix XXL 2 (2005)
- Les Simpson, le jeu (2007)
- Super Smash Bros. Brawl (2008)
- Sega Superstars Tennis (2008)
- Streets of Rage Remake (2011) : dans la salle d'arcade, sur une des machines.
- Super Smash Bros. for Nintendo 3DS / for Wii U (2014)
- Lego Dimensions (Xbox 360, Xbox One, PS3, PS4, Wii U, 2016)
- Super Smash Bros. Ultimate (2018)